# Брадок Хајтс (Мериленд)
Брадок Хајтс (енгл. Braddock Heights) насељено је место без административног статуса у америчкој савезној држави Мериленд.

## Демографија
По попису из 2010. године број становника је 2.608, што је 2.019 (-43,6%) становника мање него 2000. године.
| Група             | 2000.         | 2010.         |
| Белци             | 4.391 (94,9%) | 2.385 (91,4%) |
| Афроамериканци    | 55 (1,2%)     | 28 (1,1%)     |
| Азијати           | 47 (1,0%)     | 63 (2,4%)     |
| Хиспаноамериканци | 80 (1,7%)     | 81 (3,1%)     |
| Укупно            | 4.627         | 2.608         |